# Искусство поэзии (Верлен)
«Искусство поэзии» (фр. Art poétique; также встречается как Поэтическое искусство) — стихотворение французского поэта Поля Верлена, написанное в апреле 1874 года и впоследствии опубликованное Леоном Ванье в 1882 году в Paris moderne. В 1884 году стихотворение с посвящением Шарлю Морису было включено в сборник Далёкое и близкое.
На русский язык переводилось Валерием Брюсовым, Борисом Пастернаком, Георгием Шенгели, и другими.

## Комментарий
Название пародийно повторяет заглавие трактата теоретика классицизма Никола Буало и представляет собой манифест импрессионизма. Здесь Верлен формулирует принципы новой поэтики и эстетики, отделяя поэзию от собственно литературы, то есть искусства, основанного на сюжете; поэзия, как считает автор, должна выражать некую неопределённую реальность: неуловимые движения души, мимолётные впечатления, мечту или, скорее, её очертания, то есть выражать чувства, настроения автора. Новый смысл поэзии требует и иной формы. Для этого необходимо освободить слова от их конкретного значения и растворить их в мире звуков. Он требует «музыки прежде всего». Чтобы сделать стих адекватным миру неясных ощущений, нужно вернуться к его первородной песенной простоте, отказаться от строгой рифмы, обязательной паузы в середине стиха (цезуры), чёткой и синтаксически упорядоченной строфы.